# Morgan Klimchuk
Morgan Klimchuk (* 2. März 1995 in Regina, Saskatchewan) ist ein ehemaliger kanadischer Eishockeyspieler und derzeitiger -trainer, der im Verlauf seiner aktiven Karriere zwischen 2011 und 2020 unter anderem 276 Spiele für die Abbotsford Heat, Stockton Heat, Toronto Marlies und Belleville Senators in der American Hockey League (AHL) auf der Position des linken Flügelstürmers bestritten hat. Zudem absolvierte Klimchuk eine Partie für die Calgary Flames in der National Hockey League (NHL).

## Karriere
Klimchuk wurde beim Bantam Draft 2010 der Western Hockey League (WHL) in der ersten Runde an fünfter Position von den Regina Pats ausgewählt. Nach einer weiteren Saison für ein Juniorenteam aus Calgary wechselte er zur WHL-Saison 2011/12 in den Kader der Pats. In seiner ersten WHL-Saison erzielte der Offensivakteur in 67 Spielen 18 Tore und 18 Torvorlagen. In den WHL-Play-offs 2012 schieden die Pats in der ersten Runde gegen die Moose Jaw Warriors aus. In der folgenden Saison konnte Klimchuk seine Leistungen aus der Vorsaison deutlich verbessern. Der Linksschütze absolvierte alle 72 Partien für die Regina Pats und erzielte dabei insgesamt 76 Scorerpunkte. Die Pats verpassten allerdings die Play-offs in dieser Spielzeit.
Im NHL Entry Draft 2013 wurde Morgan Klimchuk in der ersten Runde an 28. Position von den Calgary Flames selektiert. In der folgenden Saison wurde er von den Pats zum Assistenzkapitän ernannt und hielt seine Punktausbeute nahezu konstant, obwohl er 15 Spiele weniger als in der Vorsaison bestritt. Nach dem Ausscheiden seiner Mannschaft aus den Play-offs absolvierte er seine ersten vier Einsätze für die Abbotsford Heat in der American Hockey League (AHL). Im Januar 2015 wurde Klimchuk zum Ligakonkurrenten Brandon Wheat Kings transferiert und schloss die Saison mit insgesamt 80 Punkten aus 60 Spielen ab. Zudem erzielte er zum dritten Mal in Folge mindestens 30 Tore.
Zur AHL-Saison 2015/16 wechselte Klimchuk dauerhaft zum Farmteam der Calgary Flames, den Stockton Heat. Im Februar 2018 gab der Angreifer schließlich sein Debüt für die Flames in der National Hockey League (NHL). Im November 2018 gab ihn Calgary jedoch im Tausch für Andrew Nielsen an die Toronto Maple Leafs ab. Dort lief er knapp zwei Monate für die Toronto Marlies auf, bevor er im Januar 2019 zu den Ottawa Senators transferiert wurde und Toronto im Gegenzug Gabriel Gagné erhielt. Die Senators verlängerten seinen nach der Saison 2019/20 auslaufenden Vertrag nicht. Klimchuk unterzog sich daraufhin einer Rückenoperation und beendete während der COVID-19-Pandemie seine aktive Laufbahn. Zur Saison 2022/23 wurde er als Assistenztrainer bei den Victoria Royals aus der kanadischen Juniorenliga WHL angestellt.

### International
Morgan Klimchuk vertrat sein Heimatland mit der kanadischen Nationalmannschaft erstmals beim Ivan Hlinka Memorial Tournament 2012. Beim Goldmedaillengewinn der Kanadier kam er in fünf Partien zum Einsatz und erzielte dabei ein Tor. Seinen zweiten Einsatz für die kanadische Auswahl hatte Klimchuk bei der U18-Junioren-Weltmeisterschaft 2013. Die Kanadier beendeten das Turnier nach einem Finalerfolg gegen die US-amerikanische Mannschaft auf dem ersten Platz. Klimchuk erzielte dabei in sieben Partien drei Tore und fünf Torvorlagen und war damit hinter Connor McDavid zweitbester Scorer der Kanadier.

## Erfolge und Auszeichnungen
- 2012 Goldmedaille beim Ivan Hlinka Memorial Tournament
- 2013 Teilnahme am CHL Top Prospects Game
- 2013 Goldmedaille bei der U18-Junioren-Weltmeisterschaft

## Karrierestatistik

### International
Vertrat Kanada bei:
- World U-17 Hockey Challenge 2012
- Ivan Hlinka Memorial Tournament 2012
- U18-Junioren-Weltmeisterschaft 2013

(Legende zur Spielerstatistik: Sp oder GP = absolvierte Spiele; T oder G = erzielte Tore; V oder A = erzielte Assists; Pkt oder Pts = erzielte Scorerpunkte; SM oder PIM = erhaltene Strafminuten; +/− = Plus/Minus-Bilanz; PP = erzielte Überzahltore; SH = erzielte Unterzahltore; GW = erzielte Siegtore; 1 Play-downs/Relegation; Kursiv: Statistik nicht vollständig)